# Pinus pinceana
Pinus pinceana là một loài thực vật hạt trần trong họ Thông. Loài này được Gordon miêu tả khoa học đầu tiên năm 1858.